# اقتران الاسم والقيمة

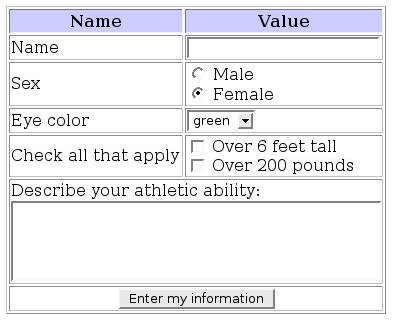
ازدواج الاسم والقيمة في نموذج ويب

اقتران الاسم والقيمة أو ازدواج المفتاح والقيمة  هو طريقة لتمثيل البيانات، يتكون فيها نموذج التمثيل من مجموعة من العناصر الثنائية (التعديدات) التي تُقرن الاسم بالقيمة. وأشهر مثال على ذلك هو دليل الهاتف، الذي يربط بين الاسم ورقم الهاتف المقابل له. 

## أمثلة على الاستخدام
تشمل التطبيقات التي تُمثل فيها المعلومات باقران الاسم والقيمة ما يلي:
- سلاسل الاستعلام في محدد موقع الموارد الموحد
- العناصر الاختيارية في بروتوكولات الاتصال، مثل بروتوكول الإنترنت الذي يظهر غالبًا على شكل تعديد ثلاثي ( نوع-طول-قيمة ).
- سمات العنصر في لغة الترميز القياسي العام ولغة توصيف النص الفائق ولغة التوصيف القابلة للتوسعة
- بعض أنواع أنظمة قواعد البيانات
- بيانات خريطة الشارع المفتوحة
- إدخالات محرر سجل النظام